# Vito Kraigher
Vito (Viktor) Kraigher, slovenski pravnik in politik, * 15. julij 1911, Sv. Lenart v Slovenskih Goricah, † 4. maj 1945, Podsmrečje pri Turjaku.
V Ljubljani je študiral pravo. Leta 1937 se je oženil z Emico, roj. Kreps, zdravnico in simpatizerko komunistične partije. Kot štipendist francoske vlade je leta 1937 odšel na študij v Pariz. Tam je bil v stalnih stikih s slovenskimi komunisti, zlasti s Prežihovim Vorancem. Po povratku v Maribor v jeseni 1938 se je takoj vključil v partijsko organizacijo mariborskih pravnikov. Poleti leta 1940 je prišel v Kranj v pisarno dr. Jožeta Vilfana. Po okupaciji Jugoslavije se je leta 1941 takoj vključil v partijsko organizacijo na sodišču in v OF, kjer je bil pa zaposlen na anagrafu. Jeseni 1941 je bil vključen v ljubljansko policijo VOS in v njej odgovoren za vojaško obveščevalno službo. Bil je tudi član študijske komisije pri predsedstvu SNOS. Na partijski strani so bili nekateri do njega rezervirani zaradi njegove povezanosti s Prežihovim Vorancem in izkušnjami iz ilegalnega delovanja v tujini skupaj z Zdenko in Borisom Kidričem.
V zadnji ofenzivi Nemcev je bil 1. aprila 1945 na Goriškem ujet, izročen domobrancem in prepeljan v zapore ljubljanske politične policije, kjer so ga zasliševali in mučili. V predzadnji številki glasila Slovensko domobranstvo je 25. aprila 1945 vest o njegovem zajetju in napoved njegove likvidacije: "Tako sedi v ljubljanskih zaporih eden največjih komunističnih zločincev in organizatorjev morij po vsem Slovenskem. Viktor Kraigher je bil tudi organizator skoraj vseh morij po ljubljanskih ulicah v letih 1942-1943. Bil je na čelu partijske trojke, ki je s Kardeljem in Šentjurčevo določevala in izvajala umore. Sedaj kazni ne bo ušel!"
V noči s 3. na 4. maj so ga skupaj s še 28 drugimi ujetniki, med katerimi je bila tudi Neda Geržinič, odpeljali na Turjak, kjer so jih skrivaj pobili in zagrebli v volčjo jamo.
Njegov mlajši brat je bil Sergej Kraigher. 